# Senti le rane
Senti le rane è un romanzo satirico di Paolo Colagrande. Pubblicato nel 2015, nello stesso anno è risultato vincitore del Premio Selezione Campiello..

## Trama
Due amici, Gerasim e Sogliani, sono seduti al tavolo di un bar. Un terzo avventore, Zuckermann, si è appena spostato quattro tavoli più in là. È l'occasione offerta a Gerasim per raccontare a Sogliani la storia dello stesso Zuckermann. Cresciuto in una famiglia ebraica osservante, giunto ad essere cantore della sinagoga, dopo il matrimonio di un parente e mentre tornava a casa sulla vettura di un cugino, Zuckermann è stato toccato dalla Grazia Divina, si è convertito al cattolicesimo, è diventato prete, è giunto alla parrocchia destinata (a Zobolo Santaurelio Riviera) in fama di santità.
Nella parrocchia, il prestigio di Zuckermann cresce di giorno in giorno. Quando, andato all'emporio della famiglia Bonifazzi, Zuckermann vince come per caso un televisore messo in palio da un concorso commerciale, la popolazione si sente confermata nell'idea che il parroco abbia contatti con il mondo della divinità, e più si convince di ciò, allorché il televisore vinto viene piazzato nella sala del patronato. Ma quello che nessuno sa è che nell'occasione Zuckermann ha una caduta nel peccato, poiché da tempo aveva adocchiato la figlia diciassettenne dei Bonifazzi, Romana. Trovatosi a tu per tu con la ragazza, Zuckermann cede senza battaglia alle lusinghe della carne e si avvia tra i due una relazione, da Gerasim chiamata commercio erotico.
La faccenda assume un aspetto ancor più curioso, quando il signor Bonifazzi si presenta allo spaventatissimo parroco, non per dire che ha scoperto tutto (infatti è totalmente ignaro dei rapporti tra sua figlia e il prete), ma per chiedergli di aiutare Romana con lo studio dell'italiano per l'esame di maturità. Cosa che consente ai due di stare insieme ogni giorno e, al ritorno a casa, Romana è tanto zelante nello studio da superare l'esame di ragioneria con voti sbalorditivi. E la fama del prete cresce sempre più, ma Zuckermann riceve un'altra visita da Bonifazzi padre e rischia di soccombere al senso di colpa, mentre invece il gentile signore gli spiega con semplicità che un notaio ha chiesto di assumere Romana e si aspetta di avere un colloquio con la guida spirituale della giovane. Il sollievo di Zuckermann è alle stelle: per questo, afferma Gerasim, l'uomo non vede il precipizio nel quale è destinato a cadere rovinosamente.
Durante la narrazione Sogliani interrompe di continuo per esprimere le sue idee che si possono riassumere nella volontà di massacrare una lunga lista di categorie di esperti: si parte dagli etologi per arrivare ai germanisti. Riguardo a Zuckermann, non come prete ma solo come Zuckermann, Sogliani è del parere che si dovesse annegarlo da piccolo; Gerasim è d'accordo, ma pensa la stessa cosa di Sogliani, che pensa lo stesso di lui. Vi sono inoltre dissertazioni su argomenti tra i più svariati, come l'accidia, il demone pomeridiano che perseguita i monaci,la natura della gelosia. Perché da quando la Romana è andata a lavorare in un paese a sette fermate di corriera da Zobolo, Zuckermann si vede a poco a poco sottrarre il frutto proibito e non ne comprende il motivo.
Infatti la ragazza si è incontrata con tale Flisi, giovanotto adibito a pulire ogni sera la spiaggia, e ne è presto divenuta l'amante. Zuckermann non lo sa, eppure si chiede perché mai Romana sia così presa dal lavoro da partire prima dell'alba e tornare anche dopo le nove di sera. E un giorno, mentre il meccanico Bulla accompagna in auto il parroco per delle commissioni, accade che la vettura si incolonni dietro a una corriera pomeridiana, da cui Zuckermann vede scendere la Romana. La località è vicina al luogo di lavoro, ma lontana da Zobolo quattordici chilometri. Per lo sbalordimento, Zuckermann resta come folgorato; il meccanico, accortosi che qualcosa non va, gli chiede se sta bene, ricevendone risposta affermativa. Ma poiché è evidente il contrario, dopo avere accompagnato a casa il parroco, Bulla racconta a tutti che il medesimo ha avuto ancora una visione, sulla strada di Quattrosegole.
Il giorno dopo, in abito talare ma senza ombrello né cappello, Zuckermann raggiunge il punto in cui ha visto eclissarsi Romana, scesa dalla corriera. Si mette in attesa dietro un sambuco. Una pioggia torrenziale si abbatte all'improvviso su di lui, e anche su Romana che nel frattempo è arrivata con la corriera, ne è scesa, ha infilato uno stradello sterrato e ha raggiunto una casupola che sta in fondo. E Zuckermann, sotto il diluvio, viene tratto in salvo dalla padrona del sambuco, dello stradello, della casupola e della casa presso cui il prete cerca di ripararsi. Condotto all'interno, è rifornito di abiti asciutti e ricondotto a casa dal figlio della donna, non prima di essere stato informato come per caso che un tale approfitta della casupola in fondo allo stradello per portarci le sue donne, ed ora è il turno di una ragazzona; ma la signora è stanca di vedere questi abusi nelle sue proprietà.
Il giorno dopo, con i vestiti borghesi addosso e con una doppietta inglese che da anni se ne stava nel campanile di Zobolo, Zuckermann è appostato nuovamente dietro il sambuco. Quando la Romana arriva e si apparta con Flisi, il parroco si mette bene in vista e comincia a cantare a squarciagola il canto delle mondine: Senti le rane che cantano. Dal fosso una rana gli risponde, gracidando nelle pause. Arriva gente, arriva una coppia di carabinieri. Zuckermann continua a cantare, imbracciando la doppietta. Anche i due amanti escono dalla casupola, Romana scoppia a piangere e i carabinieri bloccano lei e il Flisi, in sostanza perché sono tutori dell'ordine. Ma dal cantore non c'è verso di cavare un discorso logico: gli viene tolta la doppietta e lui zittisce, ma ci pensa la rana a rispondere e allora il presunto pazzo, con un inchino, si riprende la doppietta e attacca un'altra strofa.
A quel punto la rovina di Zuckermann, come prete e come uomo, è totale, e dopo una breve parentesi in caserma, viene rilasciato senza la doppietta, sequestrata. In seguito non lo si vedrà più in quei luoghi e approderà alla mediopoli, frequentando lo stesso bar di Sogliani e Gerasim. A Zobolo viene anche prelevata la domestica della canonica, certa Dianora, ipovedente, che ha la caratteristica di sfuggire sempre all'attenzione degli altri. Dianora parla per due ore, raccontando dei parroci precedenti, del come e perché c'era una doppietta nascosta nel campanile, dell'uso che lei ne ha fatto, di come l'avesse cercata proprio quel giorno, senza trovarla. Ecco, la doppietta è lì sul tavolo e la Dianora è nella stanza, eppure, quando il commissario che l'ha ascoltata esce un attimo, ritrova vuota la stanza e libero il tavolo. E finalmente la storia può terminare.

## Personaggi
- Gerasim - Il narratore. Informato di tutto, non dice nulla di sé, a parte il fatto che sta parlando in un bar.
- Sogliani - Interlocutore di Gerasim e destinatario della storia raccontata. Anche di lui non si sa nulla di preciso, ma Gerasim fa moltissimi commenti sul conto dell'amico, che interrompe di continuo la narrazione e poi lamenta che non si finisce mai.
- Zuckermann - Una loro conoscenza che sta al bar, ma si allontana di pochi tavoli; la storia narrata è la sua. Ebreo convertito al Cattolicesimo, Zuckermann è stato il parroco di Zobolo Santaurelio Riviera, paese immaginario posto sulla riviera romagnola.
- Avrumele e Nazarena - Zii che hanno allevato Zuckermann.
- Jazo - Cugino di Zuckermann, lo sta riportando a casa dopo un matrimonio, ma Jazo corre troppo con l'automobile.
- Famiglia Dante Bonifazzi - Composta da Dante, il padre, dalla moglie e dalla figlia diciassettenne di nome Romana. Sono parrocchiani molto devoti e generosi, data la loro agiatezza (sono proprietari di un emporio).
- Flisi - Un giovane e baldanzoso trattorista di Zobolo.
- Biagio Del Bue - Notaio di un paese vicino; assume Romana nel suo studio.
- Germana e suo figlio Cristiano - Abitanti di un borgo vicino a Zobolo e altrettanto immaginario: Quattrosegole.
- Dianora - Governante da tempo immemorabile della parrocchia di Zobolo Santaurelio Riviera. Ipovedente, ha un fiuto eccezionale che le consente di sapere ogni affare degli altri, mentre lei, agli altri, sembra invisibile.

## Edizioni
- Paolo Colagrande, Senti le rane, Roma, Nottetempo, 2015.